# Inke Siewert
Inke Siewert (* 5. Mai 1980) ist Professorin für Anorganische Chemie an der Universität Göttingen. Ihre Forschung konzentriert sich auf die Aktivierung kleiner Moleküle durch Übergangsmetallkomplexe und molekulare Elektrochemie.

## Ausbildung und Berufsleben
Sie schloss 1999 ihr Abitur ab. Anschließend studierte sie von 1999 bis 2004 Chemie an der Humboldt-Universität zu Berlin. Von 2004 bis 2009 promovierte sie in der Arbeitsgruppe von Christian Limberg an der Humboldt-Universität zu Berlin zum Thema „Aktivierung von Sauerstoff an neuartigen Koordinationsverbindungen der ersten Übergangsmetallreihe zur biomimetischen Oxidation“. Von 2009 bis 2010 war sie Postdoc-Forschungsstipendiatin an der Universität Oxford in der Gruppe von Simon Aldridge. Von 2011 bis 2013 war sie Principal Investigator an der Universität Göttingen in der Gruppe von Franc Meyer. Von 2013 bis 2016 war sie Emmy-Noether-Gruppenleiterin an derselben Universität. Seit 2017 ist sie Professorin für Anorganische Chemie an der Universität Göttingen.

## Auszeichnungen
- ADUC-Preis 2016[4][5]
- Ernst-Haage-Preis 2015[6]